# Саара / Президенти Варгас (станция метро)
«Президенти Варгас» (порт. Presidente Vargas — Президент Варгас) — пересадочная станция линий 1 и 2 метрополитена Рио-де-Жанейро. Станция располагается на границе районов Сентру и Гамбоа города Рио-де-Жанейро. Открыта в 1979 году.
Станция обслуживает до 17 000 пассажиров в день.
Станция имеет три выхода к Palácio Itamaraty , Rua da Alfândega и Avenida Marechal Floriano.

## Окрестности
- Дворец Министерства иностранных дел